# Тимчасова консультативна асамблея (1943 — 1945)
Тимчасова консультативна асамблея (фр. L'Assemblée consultative provisoire)— дорадчий орган парламентського типу, створений для підсилення представницького характеру влади Французького комітету національного визволення.
Діяла від листопада 1943 до серпня 1945 року. Від червня 1944 року була підпорядкована Тимчасовому уряду Французької Республіки.

## Історія створення та діяльності
Скликана відповідно до рішення Французького комітету національного визволення 17 вересня 1943 року. Перше засідання відбулося 3 листопада 1943 року в Алжирі.

### Склад асамблеї
При формуванні до складу асамблеї увійшли: 52 представники Руху Опору, серед яких 40 — із метрпополії і 12 — з колоній; 20 членів довоєнних сенату та палати представників; 12 представників місцевих органів самоврядування — генеральних рад, 30 представників політичних партій, що брали участь в антифашистській боротьбі  . Головою асамблеї був обраний Фелікс Гуен.

### Пограма діяльності
Метою діяльності було опрацювання рекомендацій: з питання ліквідації режиму Віші та заміни його новим  державним ладом, щодо проєктів політичних та соціальних реформ, щодо форм допомоги Руху Опору, а також із питань зовнішньої політики.
На інавгураційному засіданні де Голль виступив із промовою у якій сформулював завдання Консультативної асамблеї, а також в загальних рисах сформулював політичні плани.
19 березня 1945 року до де Голля прийшла делегація від усіх груп Консультативної асамблеї з вимогою до Тимчасового уряду обов'язково враховувати її думку при прийнятті урядом рішень. Де Голль відмовився від розширення повноважень асамблеї  .